# Eberhard Bosslet
Eberhard Bosslet, né le 8 juillet 1953 à Spire, dans le Land de Rhénanie-Palatinat (Allemagne), est un artiste contemporain allemand.

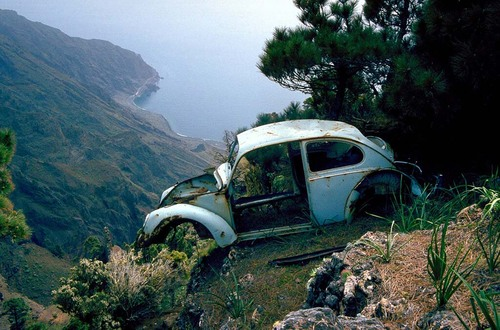
Eberhard Bosslet, Schrott & Sonne (Ferraille et Soleil), 1982

Il produit depuis 1979 des œuvres d'art et des œuvres architecturales spécifiques in situ, telles que des sculptures, des installations, des arts lumineux et des peintures, toutes en intérieur et en extérieur.

## Biographie
Eberhard Bosslet naît en 1953 à Spire, en Allemagne.

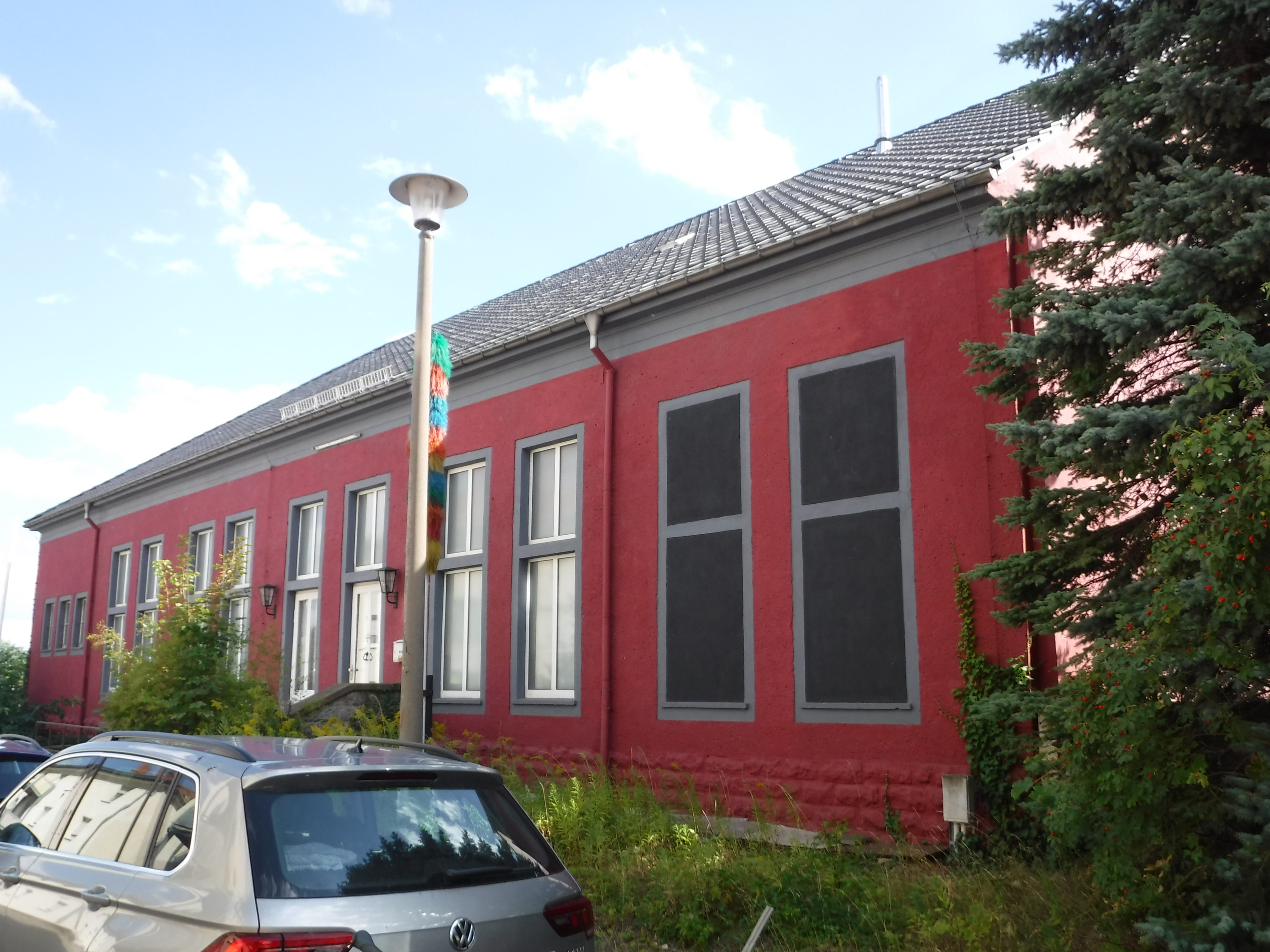
L'atelier de Bosslet à Dresde.

De 1975 à 1982, il étudie la peinture à l'Université des Arts de Berlin avec Raimund Girke. À la fin des années 1970, il se tourne vers les installations et les sculptures. Depuis le début des années 1980, il actualise le concept d'intervention avec ses interventions dans les espaces architecturaux intérieurs et extérieurs. En 1981, il est cofondateur du projet espace/galerie MOPEDS et du groupe d'artistes MATERIAL & WIRKUNG e. V., tous deux à Berlin. En 1991, il a reçu une bourse de l'Académie allemande Villa Massimo. En 1997, il est nommé professeur de sculpture et de concepts spatiaux à l'Université des Beaux-Arts de Dresde, où il travaille comme professeur de sculpture et de concepts spatiaux jusqu'à sa retraite après 22 ans en 2019. Eberhard Bosslet vit et travaille à Dresde et à Berlin depuis 2019.

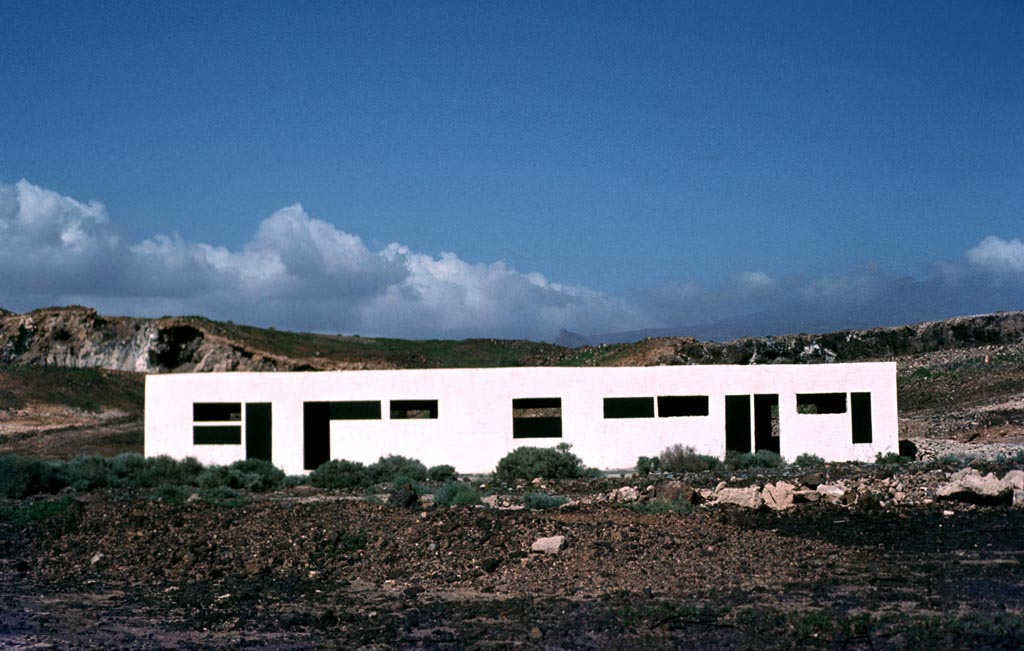
Accompagnement II, El Guincho, 1984, Ténérife
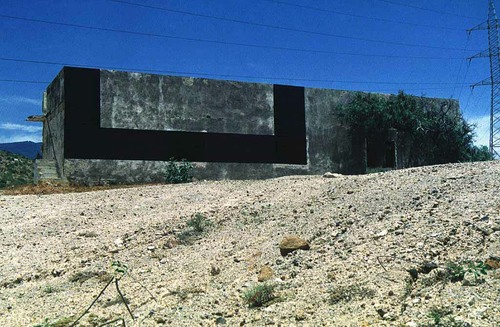
Accompagnement VII, Guimar, Ténérife, 1990
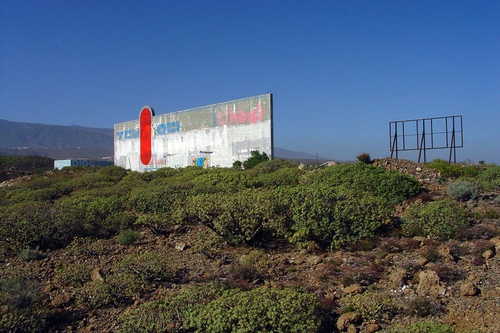
Accompagnement X, Tajao, Tenerife, côte sud, 2006
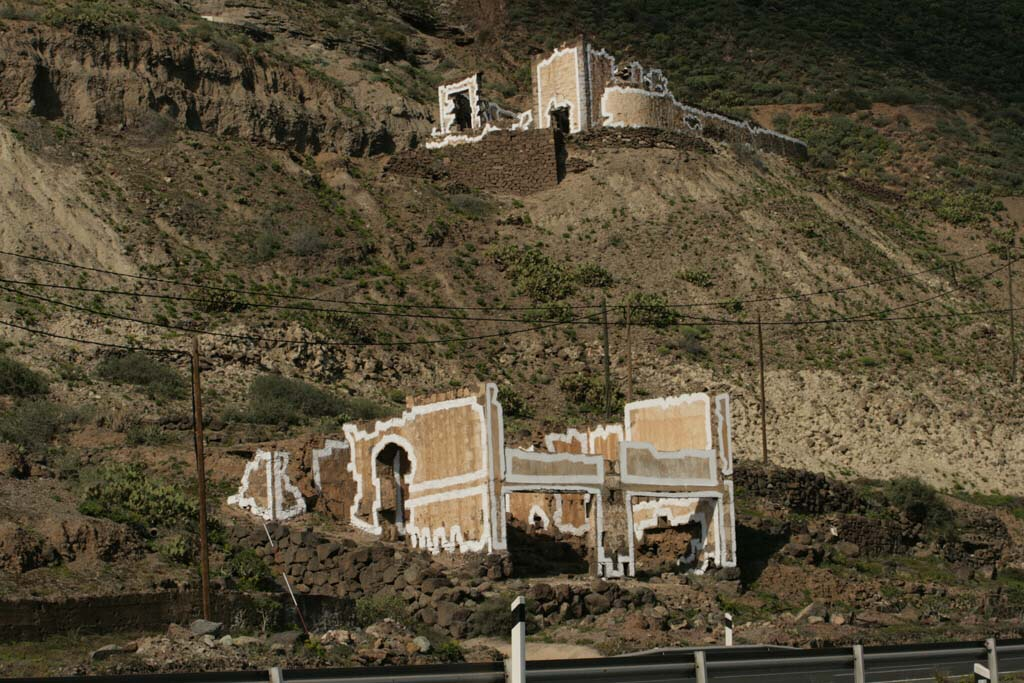
Réforme VII, Las Palmas, Grande Canarie, 2009

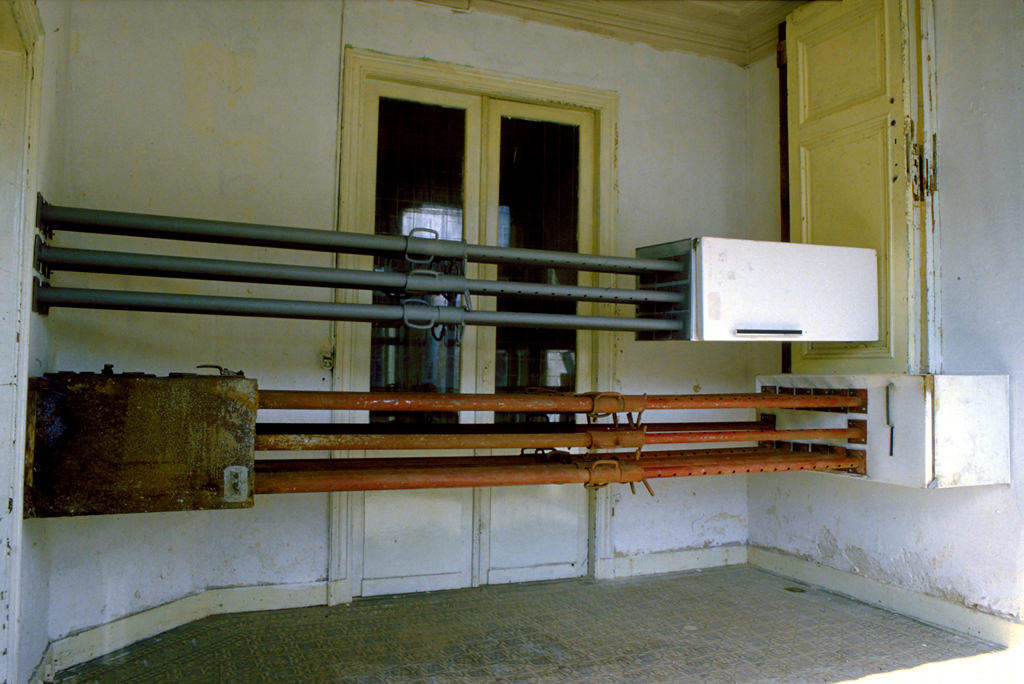
UM-ANT-Expanseur, Anvers 1985
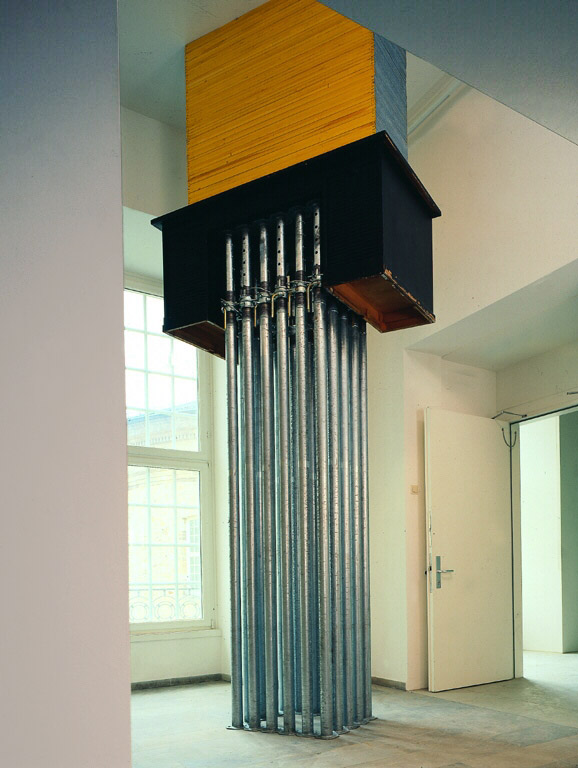
Anmaßend I, documenta 8, Kassel, 1987
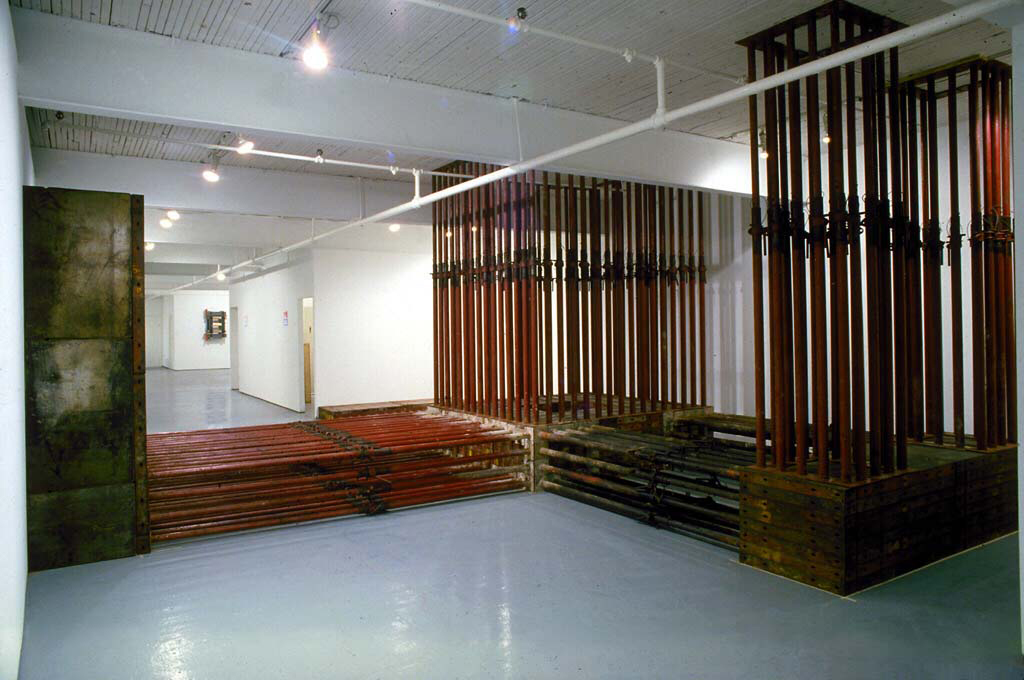
Mesures de soutien au Mercer Union, Toronto, 1988
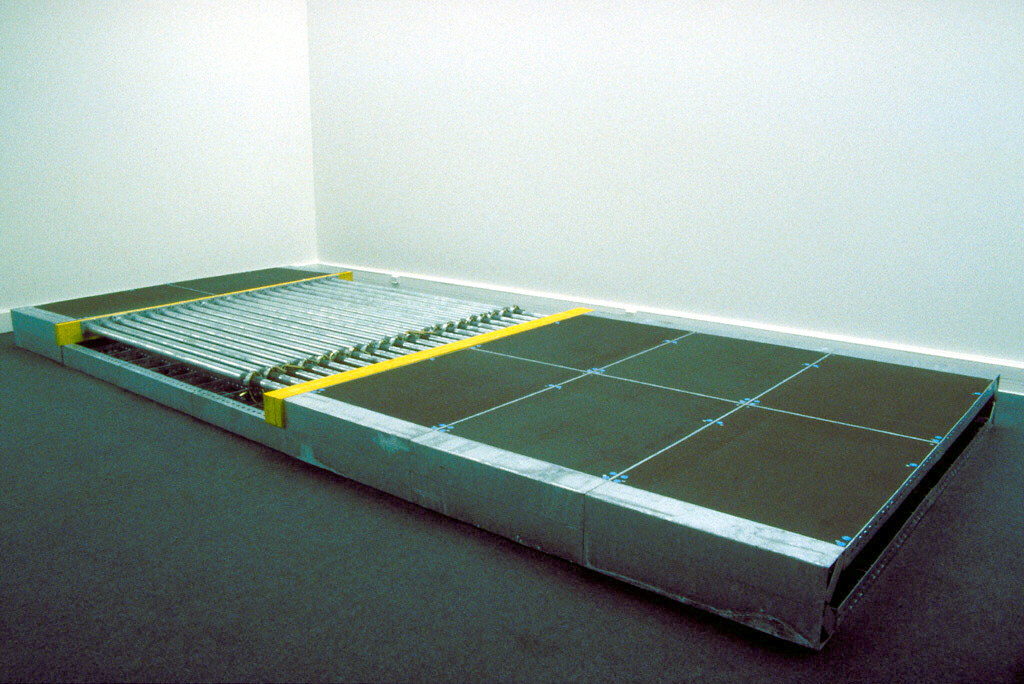
Structure modulaire - appartement, Prato, 1988
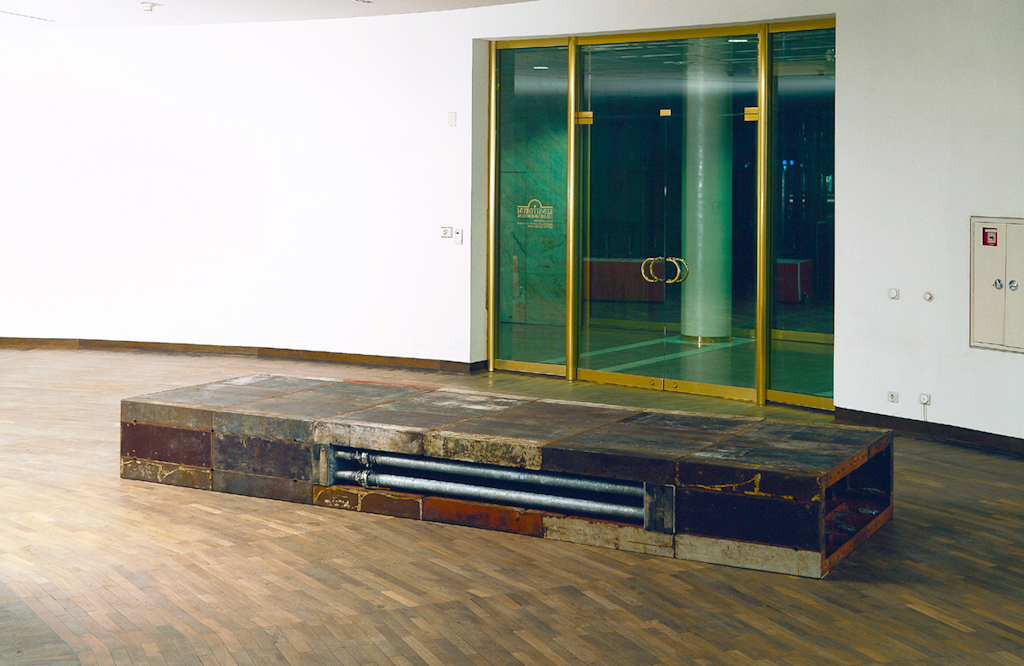
Structure modulaire - Trame B3/89, Berlin, 1989
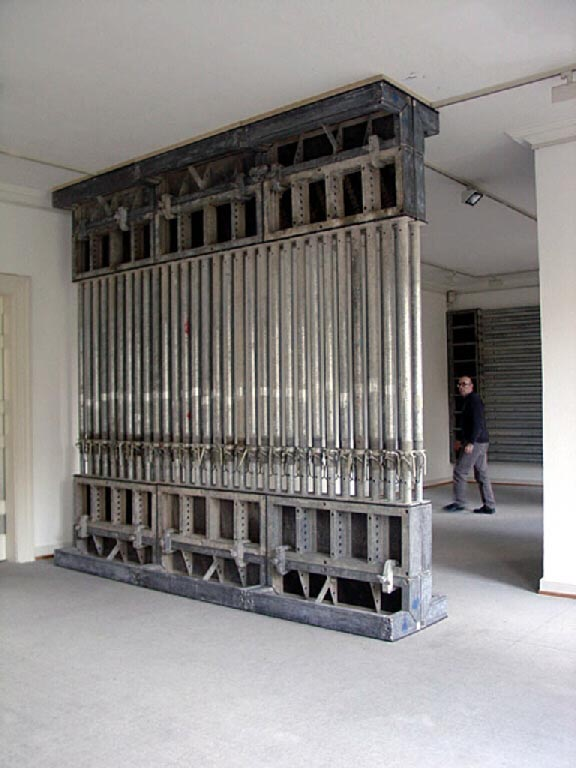
UM Bregenz 90/04, Palais Thurn & Taxis, 2004
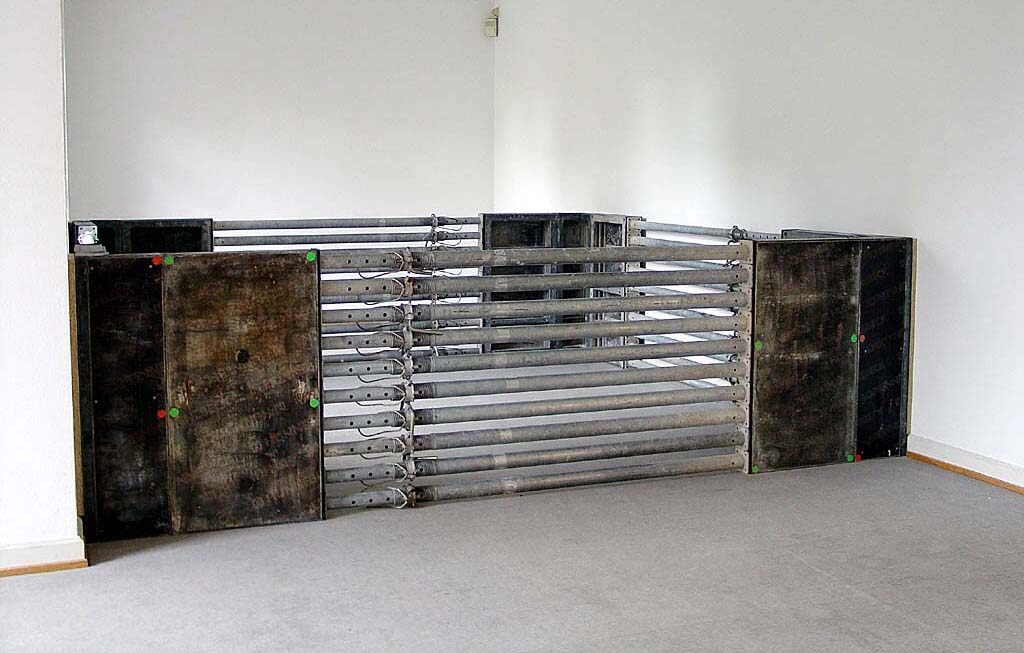
Stallung Bregenz 90/04, Palais Thurn & Taxis, 2004
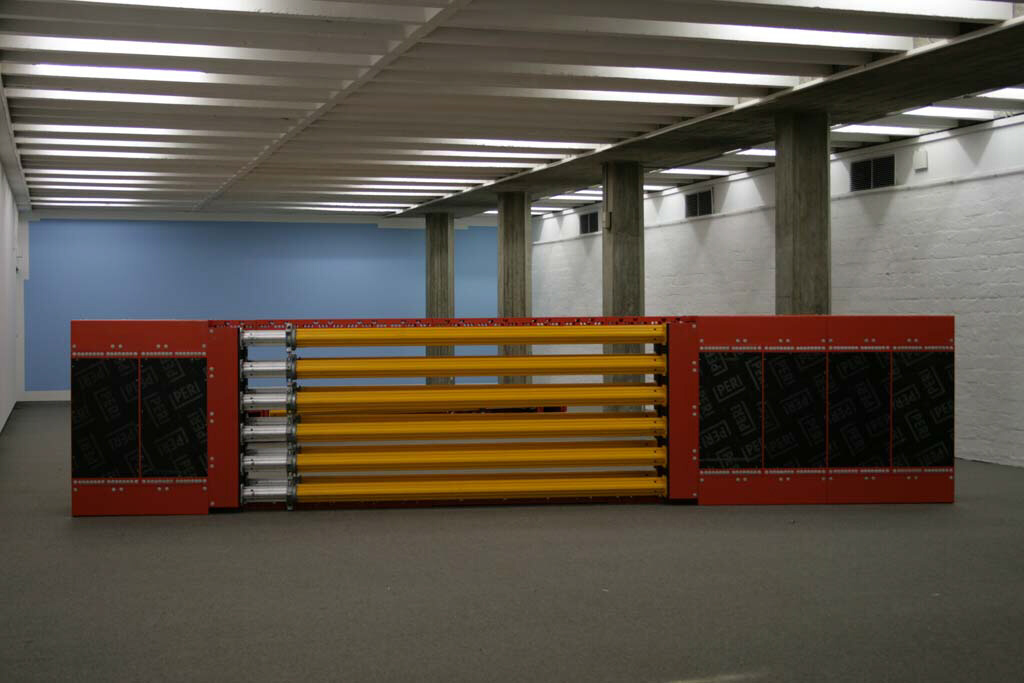
Modulare Struktur - Hochkant 90/09 KV-IN-PERI, Ingolstadt 2009

## Voir également
- ArtIn situ
- Art environnemental
- Land-art
- Art de rue
- Art lumineux
- Liste des peintres allemands